# Ramona Gabriel Batalla
Ramona Gabriel Batalla (Ponts, 20 de setembre de 1984) és una esportista catalana que competeix en ciclisme de muntanya. A nivell professional treballa al Banc Sabadell.
Dels seus resultats en ciclisme destaquen dues victòries a la Titan Desert o el campionat d'Europa MTB Ultramarató de 2019.

## Palmarés en ciclisme
- 2014
  - 3a a la Titan Desert (Buff Scott)[4]
- 2016
  - 1a a la Titan Desert (Buff Scott)[4]
  - 1a a la Pedals de Foc Non Stop, Campionat d'Espanya MTB Ultramarató[5]
- 2017
  - 2a a la Titan Desert (Buff Scott)[4]
  - 2a a la Pedals de Foc Non Stop, Campionat d'Europa MTB Ultramarató[4]
- 2018
  - 1a a la Titan Desert
  - 2a a la Pedals de Foc Non Stop, Campionat d'Europa MTB Ultramarató (Team Blue Motors Ponts)[4]
- 2019
  - 1a a la Pedals de Foc Non Stop, Campionat d'Europa MTB Ultramarató (Team Blue Motors Ponts)[3]
  - 2a a la Cape Epic en categoria Equips mixtes amb Antonio Moreno Ortega (Garmin Ixcor)[6]
  - 2a a la Titan Desert[7]
- 2020
  - 3a a la Titan Desert[8]